# Haploniscus ampliatus
Haploniscus ampliatus är en kräftdjursart som beskrevs av Roger J. Lincoln 1985. Haploniscus ampliatus ingår i släktet Haploniscus och familjen Haploniscidae. Inga underarter finns listade i Catalogue of Life.